# C-25 (Katalonien)
Die C-25, katalanisch Eix Transversal, auch als Eje Transversal bekannt, ist eine Autobahn (Autovía) in Spanien, die an der Kreuzung Lleida beginnt und an der Küste Gironas endet.

## Abschnitte
Die Autobahn beginnt an der Grenze zu Aragonien (km 0) und endet nach 244 Kilometern in Caldes de Malavella. Dort wird die Strecke gegabelt: die A-2 (Madrid–La Junquera), die AP-7 (Algeciras–La Junquera) und die C-65 (Girona–Sant Feliu de Guixols).
Die Autobahn wird in drei Abschnitte unterteilt:
Sie ist zwischen den Kilometern 444 und 518 (Grenze Aragón–Cervera) Teil der staatlichen A-2. Der nächste Abschnitt, Cervera–Caldes de Malavella, dient vorrangig als Umfahrung von Barcelona. An beiden Enden zweigt sie von der A-2 ab. Am westlichen Ende der Autobahn besteht ein Anschluss an die AP-7. Der Abschnitt Cervera–Manresa ist 44 Kilometer lang und verläuft größtenteils durch die Stadt Rajadell. Insgesamt gibt es hier 13 Ausfahrten und 20 Viadukte. Eine Länge von 43 Kilometer weist der Abschnitt Manresa–Vic auf. Weiters gibt es hier 13 Aus- und Auffahrten, 12 Viadukte und 3 Brücken.

## Geschichte
Die ersten Ideen zur Eje Transversal reichen bis in das Jahr 1935 zurück, als Victoriano Muñoz Oms erste Planungen über eine Verbindung Girona–Lleida, über Tàrrega, Cervera, Manresa und Vic, niederschrieb. Erst 50 Jahre später wurde die Idee von Muñoz Oms in den Straßenplan aufgenommen. Der Hauptteil der Strecke – in der Bevölkerung auch als der Eix bekannt – wurde am 12. Dezember 1987 eröffnet. Der Abschnitt zwischen Santa Maria d’Oló und Vic wurde 1997 eröffnet. Der Bau erfolgte im Auftrag der Generalitat de Catalunya, der die Strecke gehört.
Ursprünglich verfolgte man drei Ziele:
- Man wollte eine schnelle Verbindung zwischen Nordostkatalonien (Girona, Figueres, La Jonquera) und Westkatalonien (Lleida, Cervera) errichten und die Metropole Barcelonas umfahren.

- Man wollte eine schnelle Verbindung für die zentralen katalanischen Städte Vic, Manresa und Ripoll errichten.
- Ein generelles Ziel, den Verkehr, der nicht gerade unbedingt nach Barcelona muss, möglichst außerhalb von Barcelona zu führen.

Trotz dieser Ziele wurde die Eix nicht als Autobahn, sondern nur als Highway errichtet. Es folgten die erwarteten Verkehrsstaus. Daher wurde ab 2007 mit der Aufwertung zur Autovia begonnen, die 2011 abgeschlossen wurde.

## Zukunft
Für die notwendigen Bauarbeiten auf der Autobahn steht seit 2007 ein Budget von 752 Millionen Euro zur Verfügung; diese sollten voraussichtlich im Jahr 2040 abgeschlossen sein. Derzeit (Stand 2017) wird pro LKW eine Maut von neun Euro eingehoben. Es wird geschätzt, dass im Jahr 2019 20.000 Autos pro Tag die Strecke nutzen, 21 % (~ 4.000) davon sind LKW.
Ein weiteres Ziel ist es, die Sicherheit auf der Strecke umfassend zu verbessern. Während der 14 Jahre, in denen nur eine Fahrbahn zur Verfügung stand, gab es 208 Todesfälle, das sind im Durchschnitt 15 Unfälle im Jahr. Die meisten Todesfälle gab es 2007 (25) und die wenigsten 2011 (4).

## Streckenverlauf
| Richtung Girona                                                      | Ausfahrt | Richtung Lleida                                                      | Anschluss an        |  |
| -------------------------------------------------------------------- | -------- | -------------------------------------------------------------------- | ------------------- |  |
| Beginn der C-25                                                      |          | Ende der C-25                                                        | weiter als E-90 A-2 |  |
| Barcelona L-311a Cervera (Ost) Guissona                              | 83       | Barcelona L-311a Cervera (Ost) Guissona                              | N-II                |  |
| Sant Guim de Freixenet Estaràs Les Oluges                            | 88       | Sant Guim de Freixenet Estaràs Les Oluges                            | LV-1004             |  |
| Torà Pujalt Sant Ramon                                               | 93       | Torà Pujalt Sant Ramon                                               | N-141f              |  |
| Igualada Calaf                                                       | 103      | Igualada Calaf                                                       | C-1412a             |  |
| Sant Pere Sallavinera Calaf                                          | 107      | Sant Pere Sallavinera Calaf                                          | N-141b              |  |
| Sant Pere Sallavinera                                                | 110      | Sant Pere Sallavinera                                                | N-141b              |  |
| Fonollosa Aguilar de Segarra                                         | 114      | Fonollosa Aguilar de Segarra                                         | N-141b              |  |
|                                                                      | 120      | Castellar de la Ribera                                               | N-141g              |  |
| Rajadell                                                             | 121      | Rajadell                                                             |                     |  |
| Fonollosa Fals Rajadell                                              | 123      | Fonollosa Fals Rajadell                                              | BV-3012             |  |
|                                                                      | 126      | Monistrolet                                                          |                     |  |
| Tarragona Igualada                                                   | 130      | Tarragona Igualada                                                   | C-37                |  |
| Solsona-Andorra Sant Joan de Vilatorrada (Stadt) Manresa (West)      | 132      | Solsona-Andorra Sant Joan de Vilatorrada (Stadt) Manresa (West)      | C-55 C-37z          |  |
| Sant Fruitós de Bages Manresa Barcelona                              | 134      |                                                                      | C-55                |  |
| Santpedor (Stadt)                                                    | 136      | Santpedor (Stadt)                                                    | BV-4501             |  |
| Santpedor (Industriegebiet)-Sant Fruitós Navarcles (Industriegebiet) | 134      | Santpedor (Industriegebiet)-Sant Fruitós Navarcles (Industriegebiet) | BV-4511             |  |
| Barcelona Terrassa                                                   | 141A     | Barcelona Terrassa                                                   | E-9 C-16            |  |
| Andorra-Berga                                                        | 141B     | Andorra-Berga                                                        | E-9 C-16            |  |
| Cabrianes Artés                                                      | 145      |                                                                      | B-430               |  |
| Avinyó                                                               | 151      | Avinyó                                                               | B-431               |  |
| Avinyó                                                               | 154      | Avinyó                                                               | BP-4313             |  |
| Santa Maria d’Oló                                                    | 157      |                                                                      | BP-4313             |  |
|                                                                      | 160      | Santa Maria d’Oló                                                    | BP-4313             |  |
| Moià L’Estany Oristà                                                 | 164      | Moià L’Estany Oristà                                                 | C-59                |  |
| Prats de Lluçanès Sant Bartomeu del Grau Olost                       | 170      | Prats de Lluçanès Sant Bartomeu del Grau Olost                       | C-62                |  |
| Barcelona Vic (West)                                                 | 176      | Barcelona Vic (West)                                                 | C-25D               |  |
| Olot Ripoll Manlleu B-521-Gurb (Nord)                                | 180      |                                                                      | C-17                |  |
| Manlleu Vic (Stadt) (Industriegebiet)                                | 182      | Manlleu Vic (Stadt) (Industriegebiet)                                | B-522               |  |
| Roda de Ter Vic (Illa Càrnia)                                        | 183      | Roda de Ter Vic (Illa Càrnia)                                        | C-153               |  |
| Folgueroles Sant Julià de Vilatorta Calldetenes                      | 187      | Folgueroles Sant Julià de Vilatorta Calldetenes                      | N-141d              |  |
| Sant Sadurní d’Osormort                                              | 194      | Sant Sadurní d’Osormort                                              | BV-5201             |  |
| Coll de Revell Viladrau                                              | 202      | Coll de Revell Viladrau                                              | GI-543              |  |
| Blanes Arbúcies Sant Hilari Sacalm                                   | 209      | Blanes Arbúcies Sant Hilari Sacalm                                   | GI-550              |  |
| Sant Miquel de Cladells                                              | 217      | Sant Miquel de Cladells                                              | GI-551              |  |
| Olot Anglès Santa Coloma de Farners                                  | 225      | Olot Anglès Santa Coloma de Farners                                  | C-63                |  |
| Vilobí d’Onyar Santa Coloma de Farners                               | 228      | Vilobí d’Onyar Santa Coloma de Farners                               | C-63                |  |
| Sant Feliu de Guíxols Riudellots de la Selva Flughafen Girona        | 234      |                                                                      | C-25                |  |
| Ende der C-25 weiter als E-90 A-2                                    |          | Beginn der C-25                                                      |                     |  |